# Sulo Räikkönen

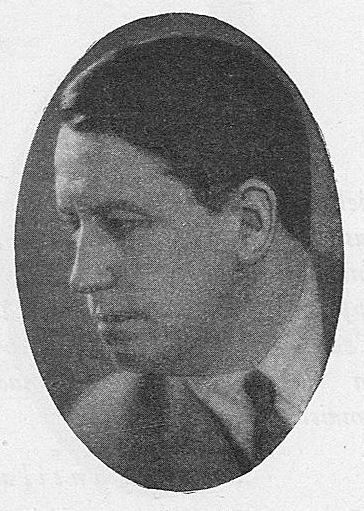
Sulo Räikkönen, bild från början av 1930-talet.

 Sulo Eugen Räikkönen, född 1 juli 1896 i Lembois, död 26 oktober 1955 i Helsingfors, var en finländsk sångare (baryton).
Räikkönens föräldrar var kantor Pekka Räikkönen och Katri Raikkerius. Räikkönen gick sju år i samskola och studerade sång vid konservatoriet i Petrograd 1915–1917. Han gjorde studieresor till Tyskland och Nederländerna 1922–1923 samt till Frankrike och Italien 1927–1928. Åren 1923–1939 var han verksam som sångare vid Finlands nationalopera och verkade vid densamma som ekonomisk hushållare 1941, ekonomichef 1943–52, verkställande direktör 1952–53 samt som generaldirektör 1953–1955. 1929–1930 gjorde Räikkönen tio skivinspelningar i Tyskland med sånger av bland andra Martti Similä.